# Lumpenus
Lumpenus is een geslacht van straalvinnige vissen uit de familie van stekelruggen (Stichaeidae). Het geslacht is voor het eerst wetenschappelijk beschreven in 1836 door Reinhardt.

## Soorten
- Lumpenus fabricii Reinhardt, 1836
- Lumpenus lampretaeformis (Walbaum, 1792)
- Lumpenus sagitta Wilimovsky, 1956